# Giulio Iacchetti
Giulio Iacchetti (Castelleone, 20 ottobre 1966) è un designer italiano.

## Biografia
Giulio Iacchetti, dopo aver frequentato per due anni la Facoltà di Architettura del Politecnico di Milano, interrompe momentaneamente gli studi nel 1987 per assolvere gli obblighi del servizio di leva. Decide, poi, di non ricominciare a frequentare l’università per fare pratica nello studio di un architetto e iscriversi al corso di Disegno industriale della Scuola di formazione professionale della Regione Lombardia con sede a Crema.
Unisce allo studio una densa pratica da autodidatta e dopo due anni, nel 1990, si diploma con la realizzazione del modello in legno di una maniglia, subito acquisita e messa in produzione dall’azienda Frascio, di Lavenone. In seguito, con l’aiuto di suo padre, realizza alcuni prototipi di sedie e li presenta a diverse aziende della Brianza, tra cui Zanotta, ma nessuna azienda risulta interessata alle proposte.
I suoi ispiratori sono Marco Ferreri, Paolo Ulian, Riccado Blumer, Alberto Meda e Denis Santachiara.
Assieme a Matteo Ragni, nel 2000 progetta la posata Moscardino per Pandora Design, che viene insignita del Premio Compasso d'oro ed entra nella collezione del MoMA di New York.
Per Sambonet progetta le posate Duetto (2003).
Nel 2004, per sanare il dissidio con il defunto padre per l'interruzione degli studi universitari, decide di ottenere una laurea: si iscrive a Conservazione e restauro dei beni culturali, nella sede di Ravenna dell'Università di Bologna. Assistendo a lezioni in DVD, si laurea nel 2008. 
Per Alessi sviluppa il tagliacarte Uselen (2011) e la collezione vino Noè (2014), per Sambonet le posate Elba. Cura inoltre la direzione artistica di aziende quali iB rubinetterie, ceramica Globo e il Coccio Design.
Per il progetto Eureka Coop, realizzato per Coop Italia, nel 2009 riceve il Premio dei Premi per l’innovazione conferitogli dal Presidente della Repubblica Italiana Giorgio Napolitano.
Nel 2009 la Triennale di Milano gli dedica la mostra Giulio Iacchetti - Oggetti disobbedienti, mentre nel 2011 cura la mostra Cruciale per il Museo Diocesano di Milano.
Da sempre attento all’evoluzione del rapporto tra realtà artigiana e design, nel novembre 2012 lancia Internoitaliano, la “fabbrica diffusa” fatta di tanti laboratori artigiani con i quali firma e produce arredi e complementi ispirati al fare e al modo di abitare italiani.
Nell'aprile 2014 viene presentato, in occasione del Fuori Salone di Milano, un nuovo progetto realizzato da Iacchetti in collaborazione con il surfista-designer Francesco Aldo Fiorentino e con Sebastiano Lang: il progetto, un connubio tra design e sport dal titolo "Surf-o-Morph",  consiste nell'interpretazione in 3D della morfologia di tre animali acquatici, per la realizzazione di nuove tavole da surf funzionalmente preformanti, ove la linea rimanda alle sagome rispettivamente di un'Orca, un Delfino ed uno Squalo (pinne caudali comprese). Il progetto è stato premiato con una 'Menzione d'Onore' dall'ADI Compasso D'Oro International Award 2017 durante l'edizione dal tema "Sport-performance and Innovation, da una giuria presieduta da Makio Hasuike, Edgardo Angelini e Lu Xiaobo,  preside dell'Accademia di Arte e design della Tsinghua University di Pechino, oltre ai giornalisti Jacopo Gilberto del Sole 24ore e Umberto Zapelloni (La gazzetta dello Sport), l'ex campione di basket Carlton Myers e il direttore marketing e sviluppo CONI, Diego Nepi Molineris.

## Riconoscimenti
- Premio Compasso d'oro per Moscardino di Pandora Design (2001)[3] e la collezione di chiusini e caditoie Sfera di Montini (2014)[4]
- Premio dei Premi per l'innovazione per il progetto Eureka Coop (2009)[4]
- Menzione d'Onore' dall'ADI Compasso D'Oro International Award 2014[10]
- Menzione d'Onore' dall'ADI Compasso D'Oro International Award 2017[11]